# Fondarella
Fondarella là một đô thị trong tỉnh Lleida, cộng đồng tự trị Cataluña Tây Ban Nha. Đô thị Fondarella có diện tích là 5,4 ki-lô-mét vuông, dân số năm 2009 là 830 người với mật độ 153,7 người/km². Đô thị Fondarella có cự ly km so với tỉnh lỵ Lleida.